# 李相花
李相花（韓語：이상화，1989年2月25日—），韩国女子速滑运动员，溫哥華冬奧會和索契冬奥会速滑女子500米金牌得主、平昌冬奧會速滑女子500米銀牌得主。
2019年5月16日宣佈正式退役。

## 運動生涯

### 年少時期
李相花於7歲開始接觸滑冰，從小便有過人天賦，14歲開始參加國際性比賽。2006年，李相花打破了速滑女子500米的世界青年紀錄，並參加了2006年冬季奧林匹克運動會。在女子500米比賽中，李相花獲得第五名，顯露出速滑巨星的潛質。2009年，第24屆大學生冬季運動會中500米比賽中， 以總成績76秒36獲取金牌，同時亦兩次刷新了大學生冬季運動會的紀錄。

### 巔峰時期
2010年，溫哥華冬季奧林匹克運動會上，當時21歲的李相花以總成績76秒09（第一輪38秒24，第二輪37秒85）獲得女子500米冠軍，首次獲得冬季奧林匹克運動會的獎牌。2011年，亞洲冬季運動會中，速度滑冰女子500米決賽中以總成績1分16秒58（38秒31，38秒26）獲得第三名。同年，2010-2011賽季速度滑冰世界杯總決賽中，女子500米第二次決賽，以38秒48位獲得亞軍，以875分獲得年度總亞軍。2011年3月14日，世界速度滑冰單項錦標賽中獲得女子500米亞軍。
2013年，2012-2013賽季國際滑聯速度滑冰單項世錦賽女子500米比賽中，成功蟬聯冠軍，以總成績75.34秒奪得金牌。同年，李相花在速滑世界杯加拿大卡爾加里站及美國鹽湖城站連續三次打破自己保持的女子500米世界紀錄，紀錄為36秒36，目前該世界紀錄至今仍無人打破。2014年，索契冬季奧林匹克運動會，再次獲得女子500米冠軍，成為冬奧會歷史上首位成功衛冕速滑項目冠軍的亞洲選手。2018年，平昌冬季奧林匹克運動會上，速度滑冰女子500米比賽中以37秒33的成績，0.39秒之差屈居亞軍，無緣三連霸。

### 正式退役
2019年5月16日，李相花在首爾舉行了退役儀式，因多年來飽受傷病困擾，醫生稱不適合繼續運動，因此正式宣布結束速滑生涯。

## 個人生活
- 從小與速滑選手小平奈緒認識，兩人賽場上是對手，賽場下是朋友[6]。
- 2019年3月16日，李相花承認和日籍日韓混血藝人康男已交往近半年，因去年《叢林的法則》印度洋-斯里蘭卡篇生情，其後發展成戀人關係。[7]
- 2019年8月29日，歌手康男和李相花雙方的經紀公司宣佈將於10月12日在首爾某酒店舉行婚禮。[8]

## 綜藝出演

### 固定出演
| 播映時間                      | 電視台 | 節目名稱                               | 備註       |
| ----------------------------- | ------ | -------------------------------------- | ---------- |
| 2018年7月23日－2018年9月24日  | MBN    | 《快樂來到我們家》                     |            |
| 2018年9月28日－2018年10月19日 | SBS    | 《叢林的法則》印度洋-斯里蘭卡篇 第一部 |            |
| 2019年9月30日－至今           | SBS    | 《同床異夢2 - 你是我的命運》           | EP114-至今 |
| 2020年3月18日－2020年4月28日  | tvN    | 《守美的飯饌》                         | EP93-EP99  |

### 嘉賓出演
| 播映時間       | 電視台 | 節目名稱                     | 備註            |
| -------------- | ------ | ---------------------------- | --------------- |
| 2014年3月15日  | MBC    | 《無限挑戰》                 | Ep372           |
| 2014年4月6日   | SBS    | 《Running Man》              | Ep192           |
| 2014年4月13日  | SBS    | 《Running Man》              | Ep193           |
| 2014年5月4日   | SBS    | 《Running Man》              | Ep194           |
| 2018年8月19日  | JTBC   | 《團結才能火》               | Ep85            |
| 2018年8月26日  | JTBC   | 《團結才能火》               | Ep86            |
| 2018年9月2日   | JTBC   | 《團結才能火》               | Ep87            |
| 2018年11月14日 | TV朝鮮 | 《一家人的生活》             | Ep04            |
| 2018年12月15日 | SBS    | 《The Fan》                  | EP04            |
| 2019年2月10日  | SBS    | 《家師父一體》               | Ep56            |
| 2019年2月17日  | SBS    | 《家師父一體》               | Ep57            |
| 2019年9月21日  | JTBC   | 《認識的哥哥》               | EP197           |
| 2019年9月28日  | JTBC   | 《認識的哥哥》               | EP198           |
| 2019年9月30日  | SBS    | 《同床異夢2 - 你是我的命運》 | 到2020年4月27日 |
| 2020年1月27日  | TV朝鮮 | 《뽕숭아학당》               | Ep36            |
| 2020年3月24日  | tvN    | 《守美的飯饌》               | 到4月28日       |
| 2020年10月25日 | SBS    | 《我家的熊孩子》             | Ep213 特別MC    |
| 2020年11月15日 | JTBC   | 《뭉쳐야 찬다》              | Ep71            |
| 2021年5月13日  | tvN    | 《업글인간》                 | EP5             |
| 2021年6月3日   | tvN    | 《업글인간》                 | EP8             |

## 外部連結
- 李相花的Instagram帳戶
- 李相花的X（前Twitter）
- 李相花在国际奥林匹克委员会的资料